# East Ham (metropolitana di Londra)
East Ham è una stazione della metropolitana di Londra, servita dalle linee District e Hammersmith & City.
La stazione venne aperta nel 1858 dalla London, Tilbury and Southend Railway su un tracciato più diretto da Fenchurch Street a Barking. Il grande edificio edoardiano venne costruito per il nuovo servizio elettrificato aperto nel 1905.
Si trova al confine tra la Travelcard Zone 3 e la Travelcard Zone 4.

## Galleria d'immagini

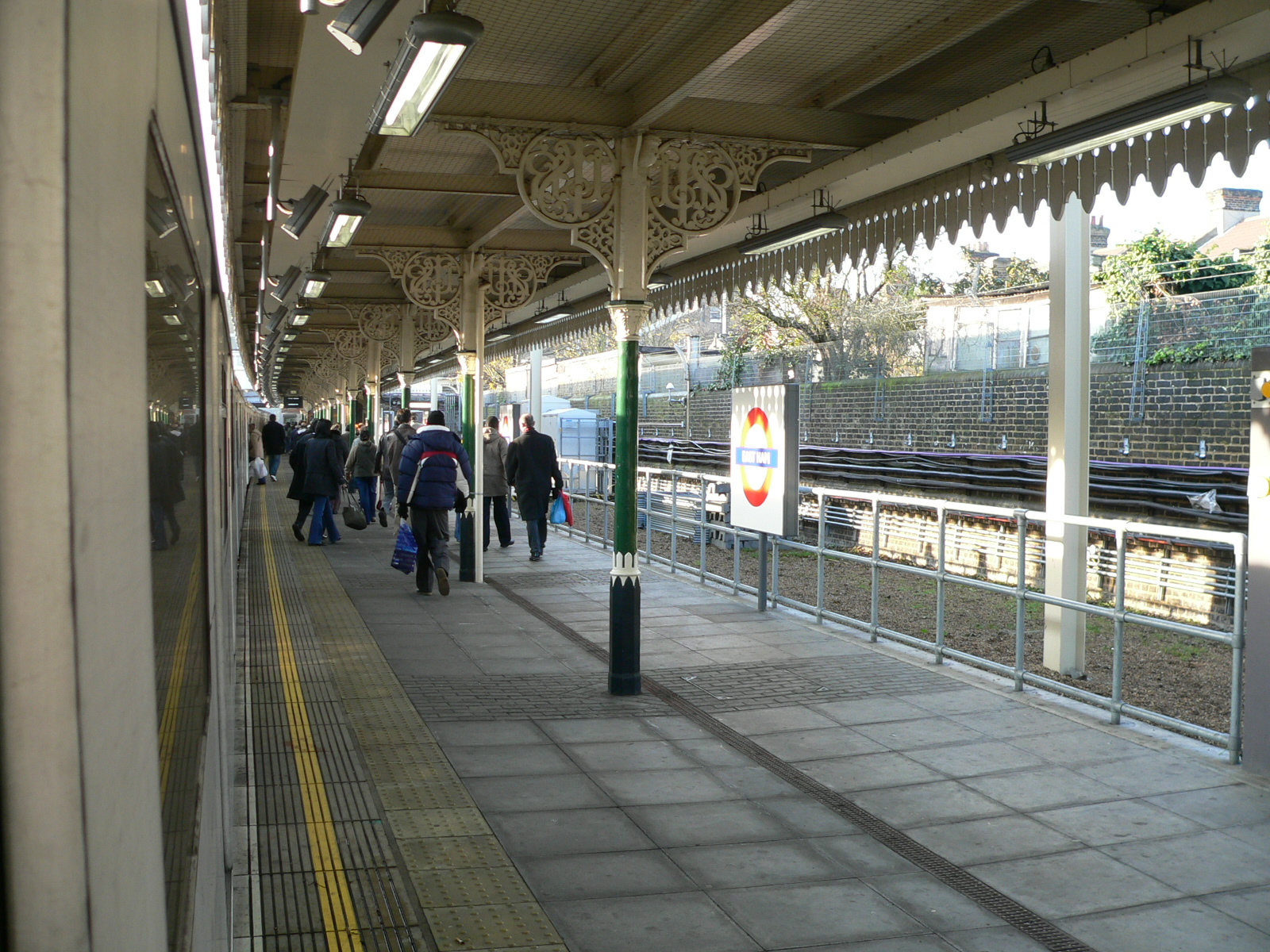
Treno sulla piattaforma verso est.
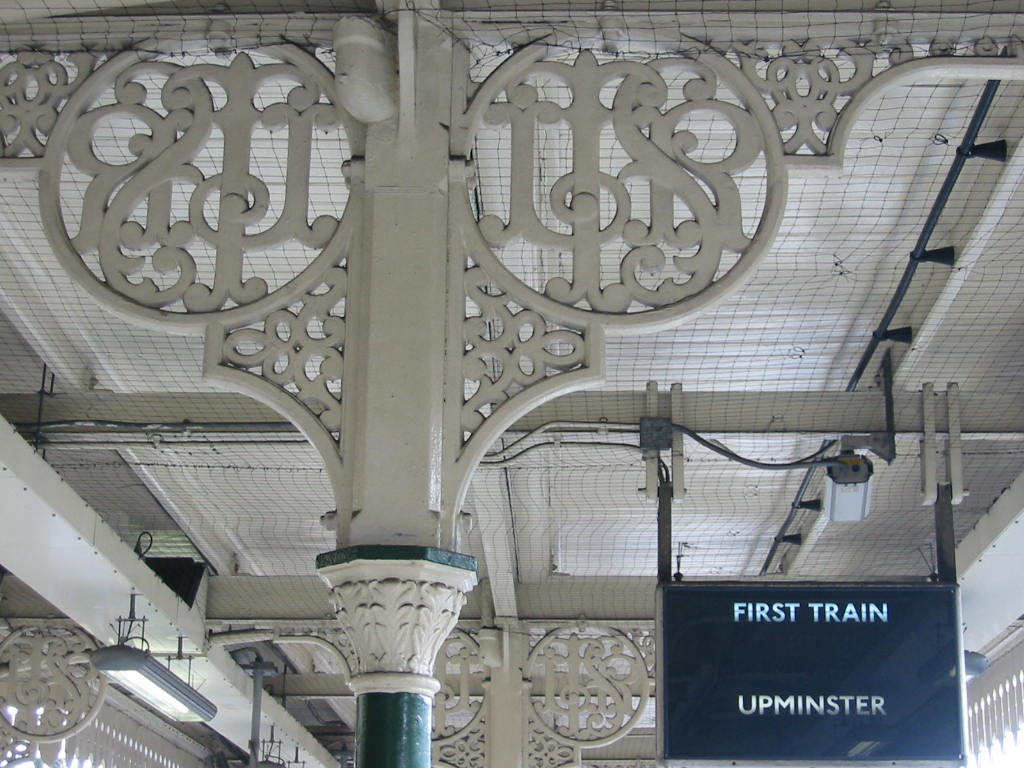
Pilastro in ferro con illuminazione.
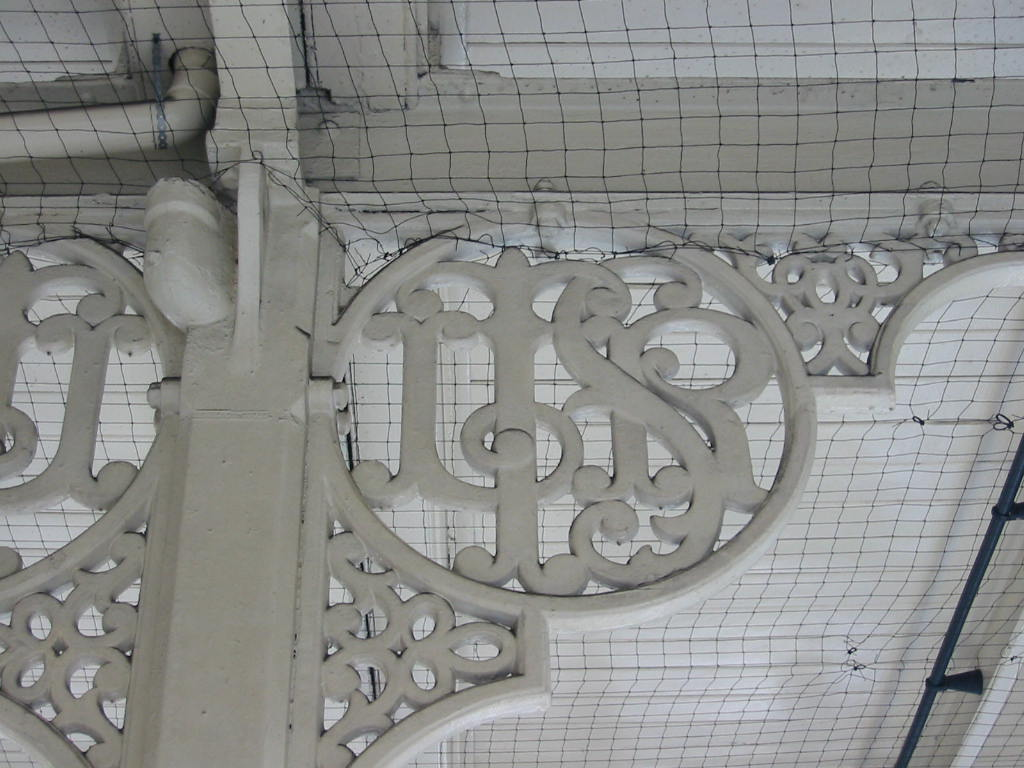
Dettaglio del pilastro.